# Stephan Bonnar
Stephan Bonnar, né le 4 avril 1977 à Munster (Indiana) et mort le 22 décembre 2022, est un pratiquant américain d'arts martiaux mixtes (MMA), ceinture noire de jiu-jitsu brésilien et de taekwondo. Il était en concurrence dans la catégorie poids mi-lourds de l'Ultimate Fighting Championship.

## Parcours en arts martiaux mixtes

### Ultimate Fighting Championship
Afin de maintenir la tenue de l'événement UFC 153 au Brésil, dont le programme a été mis à mal par de nombreuses blessures, Stephan Bonnar y prend part comme adversaire du champion des poids moyens de l'UFC, Anderson Silva.
Ce combat principal de la soirée se déroule le 13 octobre 2012, en poids mi-lourd, catégorie dans laquelle Silva a déjà combattu à plusieurs reprises.
Le champion brésilien encaisse volontairement quelques coups en souriant puis assome Bonnar avec un coup de genou au corps suivi de quelques coups de poing en fin de premier round.
À la fin du mois d'octobre, la retraite de Stephan Bonnar est annoncée par le président de l'UFC, Dana White.
Le combattant américain est de plus suspendu peu après pour dopage après le match quand ses tests reviennent positifs au drostanolone, un stéroïde anabolisant.

### Hall of Fame de l'UFC
Peu après l'annonce de la retraite de Forrest Griffin, le président de l'UFC, Dana White, révèle que Forrest Griffin et Stephan Bonnar seront intronisés ensemble au Hall of Fame de l'organisation. Cet honneur vient en fait récompenser le combat des deux hommes en finale de la saison originelle de The Ultimate Fighter ayant, de l'aveu même de son président, propulsé l'organisation dans une autre dimension à un moment où la situation devenait critique,.
Le 6 juillet 2013, les deux combattants intègrent officiellement le Hall of Fame lors de l'UFC Fan Expo au Mandalay Bay Convention Center de Las Vegas,.

### Bellator MMA
Fin août 2014, Stephan Bonnar signe un contrat de plusieurs combats avec le Bellator MMA.

## Filmographie
Stephan Bonnar tient le premier rôle dans le film Supreme Champion de Ted Fox et Richard Styles, produit en 2010 et sorti directement en DVD en 2012 en France.
Il apparait aussi dans le documentaire Moi, Bruce Lee de Pete McCormack.

## Palmarès en arts martiaux mixtes
| 23 combats     | 15 victoires | 8 défaites |
| Par KO         | 3            | 3          |
| Par soumission | 7            | 0          |
| Sur décision   | 5            | 5          |

| Résultat | Record | Adversaire          | Méthode                                        | Événement                                               | Date              | Round | Temps | Lieu                               | Notes                                                                                 |
| -------- | ------ | ------------------- | ---------------------------------------------- | ------------------------------------------------------- | ----------------- | ----- | ----- | ---------------------------------- | ------------------------------------------------------------------------------------- |
| Défaite  | 15-8   | Anderson Silva      | TKO (coup de genou au corps et coups de poing) | UFC 153: Silva vs. Bonnar                               | 13 octobre 2012   | 1     | 4:40  | Rio de Janeiro, Brésil             | Bonnar testé positif aux stéroïdes anabolisants.                                      |
| Victoire | 15-7   | Kyle Kingsbury      | Décision unanime                               | UFC 139: Shogun vs. Henderson                           | 19 novembre 2011  | 3     | 5:00  | San José, Californie, États-Unis   |                                                                                       |
| Victoire | 14-7   | Igor Pokrajac       | Décision unanime                               | The Ultimate Fighter: Team GSP vs. Team Koscheck Finale | 4 décembre 2010   | 3     | 5:00  | Las Vegas, Nevada, États-Unis      |                                                                                       |
| Victoire | 13-7   | Krzysztof Soszynski | TKO (coup de genou et coups de poing)          | UFC 116: Lesnar vs. Carwin                              | 3 juillet 2010    | 2     | 3:08  | Las Vegas, Nevada, États-Unis      | Combat de la soirée.                                                                  |
| Défaite  | 12-7   | Krzysztof Soszynski | TKO (arrêt du médecin)                         | UFC 110: Nogueira vs. Velasquez                         | 21 février 2010   | 3     | 1:04  | Sydney, Australie                  | Le coup de tête ayant provoqué la coupure de Bonnar est considéré comme involontaire. |
| Défaite  | 12-6   | Mark Coleman        | Décision unanime                               | UFC 100                                                 | 11 juillet 2009   | 3     | 5:00  | Las Vegas, Nevada, États-Unis      |                                                                                       |
| Défaite  | 12-5   | Jon Jones           | Décision unanime                               | UFC 94: St-Pierre vs. Penn 2                            | 31 janvier 2009   | 3     | 5:00  | Las Vegas, Nevada, États-Unis      |                                                                                       |
| Victoire | 12-4   | Eric Schafer        | TKO (coups de poing)                           | UFC 77: Hostile Territory                               | 20 octobre 2007   | 2     | 2:47  | Cincinnati, Ohio, États-Unis       |                                                                                       |
| Victoire | 11-4   | Mike Nickels        | Soumission (étranglement arrière)              | UFC 73: Stacked                                         | 7 juillet 2007    | 1     | 2:14  | Sacramento, Californie, États-Unis |                                                                                       |
| Défaite  | 10-4   | Forrest Griffin     | Décision unanime                               | UFC 62: Liddell vs. Sobral                              | 26 août 2006      | 3     | 5:00  | Las Vegas, Nevada, États-Unis      | Bonnar testé positif aux stéroïdes anabolisants après le combat.                      |
| Défaite  | 10-3   | Rashad Evans        | Décision majoritaire                           | UFC Ultimate Fight Night 5                              | 28 juin 2006      | 3     | 5:00  | Las Vegas, Nevada, États-Unis      |                                                                                       |
| Victoire | 10-2   | Keith Jardine       | Décision unanime                               | UFC Ultimate Fight Night 4                              | 6 avril 2006      | 3     | 5:00  | Las Vegas, Nevada, États-Unis      |                                                                                       |
| Victoire | 9-2    | James Irvin         | Soumission (kimura)                            | UFC Ultimate Fight Night 3                              | 16 janvier 2006   | 1     | 4:30  | Las Vegas, Nevada, États-Unis      |                                                                                       |
| Victoire | 7-2    | Sam Hoger           | Décision unanime                               | UFC Ultimate Fight Night                                | 6 août 2005       | 3     | 5:00  | Las Vegas, Nevada, États-Unis      |                                                                                       |
| Défaite  | 7-2    | Forrest Griffin     | Décision unanime                               | The Ultimate Fighter 1                                  | 9 avril 2005      | 3     | 5:00  | Las Vegas, Nevada, États-Unis      | Combat de l'année                                                                     |
| Victoire | 7-1    | Sean Sallee         | Soumission (étranglement en triangle)          | IHC 7: The Crucible                                     | 5 juin 2004       | 1     | 2:28  | Hammond, Indiana, États-Unis       |                                                                                       |
| Victoire | 6-1    | William Hill        | TKO (coups de poing)                           | Total Fight Challenge 1                                 | 24 avril 2004     | 1     | NC    | Hammond, Indiana, États-Unis       |                                                                                       |
| Victoire | 5-1    | Brad Lynde          | Soumission (étranglement arrière)              | IHC 6: Inferno                                          | 22 novembre 2003  | 1     | 4:10  | Hammond, Indiana, États-Unis       |                                                                                       |
| Défaite  | 4-1    | Lyoto Machida       | TKO (arrêt du médecin)                         | Jungle Fight 1                                          | 13 septembre 2003 | 1     | 4:21  | Manaus, Brésil                     |                                                                                       |
| Victoire | 4-0    | Terry Martin        | Décision unanime                               | Maximum Fighting Challenge                              | 27 janvier 2002   | 1     | 1:09  | Hammond, Indiana, États-Unis       |                                                                                       |
| Victoire | 3-0    | Jay Massey          | Soumission (étranglement en guillotine)        | UA 1: The Genesis                                       | 27 janvier 2002   | 1     | 1:09  | Hammond, Indiana, États-Unis       |                                                                                       |
| Victoire | 2-0    | Josh Kruger         | Soumission (clé de bras)                       | IHC 3: Exodus                                           | 10 novembre 2001  | 1     | 2:55  | Hammond, Indiana, États-Unis       |                                                                                       |
| Victoire | 1-0    | Brian Ebersole      | Soumission (étranglement en guillotine)        | IHC 3: Exodus                                           | 10 novembre 2001  | 1     | 0:51  | Hammond, Indiana, États-Unis       |                                                                                       |